# VII. Armeekorps (Wehrmacht)
Das VII. Armeekorps war ein Großverband des Heeres der deutschen Wehrmacht, der von 1934 bis 1944 bestand.

## Geschichte

### Aufstellung
Das Korps wurde bei der Erweiterung der Reichswehr am 1. Oktober 1934 im Wehrkreis VII (München) aufgestellt. Der Stab wurde aus dem Stab der 7. Division der Reichswehr gebildet. Im Frühjahr 1935 wurde der Stab dann in Generalkommando VII. Armeekorps umbenannt, der erste Kommandierende General war Wilhelm Adam. Am 4. Februar 1938 übernahm der General der Infanterie Eugen von Schobert die Führung des Korps. Es war im März 1938 beim Einmarsch in Österreich beteiligt.

### 1939
Am 26. August 1939 wurde das Kommando des Wehrkreises VII mobilgemacht und als VII. Armeekorps der Heeresgruppe Süd (Generaloberst Gerd von Rundstedt) unterstellt. Es umfasste die 68. und 27. Infanterie-Division und diente der Heeresgruppe in den ersten Tagen des Angriffskrieg gegen Polen als Reserve. Es wurde der 14. Armee (Generaloberst Wilhelm List) unterstellt und marschierte unter Führung des Generals der Infanterie Schobert über Tarnowitz und Kielce zur Weichsel vor. Das Korps überquerte bei Baranów und Tarnobrzeg die Weichsel und nahm vom 16. bis 20. September an der Schlacht bei Tomaszów teil. Am 21. und 26. September 1939 wehrte das Korps bei Zamosc starke polnische Gegenangriffe ab und zog sich dann kämpfend bis Annopol wieder an die Weichsel zurück. Das Generalkommando VII wurde kurz nach Beendigung der Kampfhandlungen in Polen an die deutsche Westgrenze verlegt.

### 1940
Im Westfeldzug ab 10. Mai 1940 gehörte das VII. Korps als Teil der 16. Armee zur Heeresgruppe A. Um die französischen Kräfte entlang der gegenüberliegenden Maginot-Linie zu binden, wurde das VII. Armeekorps mit einem Angriff gegen das Panzerwerk 505 nahe Verdun beauftragt, den es vom 16. bis 19. Mai 1940 erfolgreich durchführte. In der zweiten Phase des Westfeldzuges, dem »Fall Rot«, erzwang das VII. Armeekorps im Rahmen der 16. Armee ab dem 9. Juni 1940 den Übergang über die Aisne. Die 16. Armee wurde kurz darauf der Heeresgruppe C (Generaloberst Wilhelm Ritter von Leeb) unterstellt. So hatte das VII. Korps auch Anteil an der Einschließung der etwa 200.000 Mann starken alliierten Heeresgruppe 3 (französische 2., 3., 5. und 8. Armee), die bis zum 22. Juni 1940 kapitulieren musste. Am 25. Juni 1940 trat schließlich der Waffenstillstand von Compiègne in Kraft, der den Krieg im Westen vorläufig beendete. Im Verlauf des geplanten Unternehmen Seelöwe, der Invasion Großbritanniens, war das VII. Armeekorps als Teil der Landungskräfte vorgesehen, das Unternehmen kam aber nicht zur Ausführung.

### 1941
Zu Beginn des Unternehmens Barbarossa am 22. Juni 1941 stand das VII. Korps unter der Führung des Generals der Artillerie Wilhelm Fahrmbacher im Verband der 4. Armee des Generalfeldmarschalls Günther von Kluge. Im Raum südlich Ostrołęka stehend nahmen die dem Korps unterstellte 7., 23. und 268. Infanterie-Division an der Kesselschlacht von Bialystok gegen die sowjetische 10. Armee teil und besetzten diese Stadt am 27. Juni.
Mitte Juli wurde das Korps mit der 7. und 23. Division gegen Mogilew angesetzt, Anfang August 1941 deckten die Truppen das VII. Korps den südlichen Flügel der bei Roslawl kämpfenden Panzergruppe 2. Die Armeegruppe Guderian stellte das VII. Armeekorps mit der 7., 23., 78. und 197. Infanterie-Division für den Angriff auf Roslawl bereit. Das XXIV. motorisierte Korps übernahm mit der 7. Infanterie- und 10. motorisierten Division den Schutz der tiefen rechten Flanke gegenüber der im Raum Klimowitschi—Miloslawitsohi konzentrierten sowjetischen 21. Armee.
Während der Roslawl-Nowosybkower Operation verteidigte das Korps Ende August mit der 23., 197. und 267. Infanterie-Division den Raum östlich von Roslawl erfolgreich gegen die Angriffe der sowjetischen 43. Armee. Im Oktober 1941, während der Unternehmen Taifun, führte das VII. Korps den Vorstoß über Jelnja in Richtung auf Wjasma. Nach den Kämpfen bei Borodino rückte es beidseitig der Moskwa auf Moschaisk in Richtung auf Moskau vor. Anfang Januar 1942 während der sowjetischen Gegenoffensive vor Moskau stand das Korps unter dem neu ernannten Kommandierenden General der Artillerie Hell im Verband der 4. Panzerarmee.

### 1942
Nach der ersten Schlachten bei Rschew folgten monatelange schwere Abwehrkämpfe östlich Sytschowka. Darauf wurde das Generalkommando für den Mittelabschnitt freigemacht und der 2. Armee im Raum Woronesch unterstellt. Während der Sommeroffensive der Heeresgruppe Süd waren dem VII. Korps die 385. sowie die ungarische 6. Division zugeteilt. Als linker Nachbar fungierte das XIII. Korps, rechts hielt das III. Korps der ungarischen 2. Armee. Zu Jahresende waren dem Generalkommando die Gruppe Blümm (75. und 57. ID), die 323., 383. und 387. Infanterie-Division unterstellt.

### 1943
Im Januar 1943 ging Woronesch und Kastornoje verloren und es folgten Rückzugskämpfe im Raum südlich Kursk. Die dem Korps unterstellte 75., 57. und 68. Infanterie-Division kämpfte sich über Obojan und Schudsha auf Sumy zurück. Während des Schlacht von Kursk Anfang Juli 1943 war das Korps an der Linie von Rylsk und beiderseits des Psjol im Raum Sumy gegenüber der sowjetischen 38. und 40. Armee eingesetzt. Ende Juli erfolgte der Rückzug aus dem Raum Lebedin über Priluki auf Kiew notwendig. Im Oktober 1943 dem Bereich der 4. Panzerarmee unterstellt, hielt das Korps den Dnjepr-Abschnitt bei Kiew und versuchte Mitte Oktober zusammen mit dem nördlicher stehenden XIII. Armeekorps den Brückenkopf der sowjetischen 60. Armee bei Ljutesch einzudämmen. Bei diesen Kämpfen waren dem Korps die 68., 75. und 88. Infanterie- sowie die 213. Sicherungs-Division zugeteilt. Die Stadt Kiew ging am 6. November verloren und wurde von der sowjetischen 38. Armee und dem 5. Garde-Panzerkorps (General Krawtschenko) eingenommen. Das VII. Korps wurde nach Süden auf Belaja Zerkow abgedrängt und deckte zu Jahresende 1943 die Gegenstöße der 4. Panzerarmee bei Berditschew und Schitomir.

### 1944/45
Im Frühjahr 1944 folgten weitere Rückzugskämpfe über Winniza in Richtung auf die rumänische Grenze zum Pruth. Im August 1944 waren dem im Bereich der 6. Armee eingesetzten VII. Armeekorps die 106. und 370. Infanterie-Division, sowie die rumänische 14. Inf.-Division unterstellt. Das Kommando wurde schließlich bei der Kesselschlacht bei Jassy zerschlagen und daraufhin am 27. September 1944 aufgelöst.
Im Dezember 1944 wurde unter Verwendung des Stabes der 49. Infanterie-Division das VII. Panzerkorps (General von Kessel) wieder aufgestellt, das zu Kriegsende 1945 in Westpreußen vor der Roten Armee kapitulierte.

## Führung

### Kommandierende Generale
- General der Infanterie Wilhelm Adam 1. Oktober 1934 bis 1. Oktober 1935
- General der Artillerie Walter von Reichenau 1. Oktober 1935 bis 4. Februar 1938
- General der Infanterie Eugen Ritter von Schobert 4. Februar 1938 bis 31. Januar 1940
- Generalleutnant Gotthard Heinrici 1. Februar bis Anfang April 1940
- Generaloberst Eugen Ritter von Schobert 9. April bis 25. Oktober 1940
- General der Artillerie Wilhelm Fahrmbacher 25. Oktober 1940 bis 8. Januar 1942
- General der Artillerie Ernst-Eberhard Hell 8. Januar 1942 bis 5. Oktober 1943
- General der Infanterie Anton Dostler 5. Oktober bis 30. November 1943
- General der Artillerie Ernst-Eberhard Hell 30. November 1943 bis 27. August 1944 (nach Gefangennahme Mitglied des Nationalkomitee Freies Deutschland)[1]

### Chefs des Generalstabes
- Oberst Ludwig Kübler 1. Oktober 1934 bis 1. Juni 1935
- Oberst Kurt Brennecke 1. Juni 1935 bis Herbst 1938
- Oberst Hermann von Witzleben Herbst 1938 bis 15. Dezember 1939
- Oberst i. G. Hans Krebs 15. Dezember 1939 bis 13. Januar 1942
- Oberstleutnant i. G. Karl-Richard Koßmann 14. Januar bis April 1942
- Oberst i. G. Rudolf Hielscher April bis 15. Oktober 1942
- Oberst i. G. Joachim Schwatlo-Gesterding 15. Oktober 1942 bis Mai 1944
- Oberst i. G. Hans Dieckmann Mai bis Juli 1944
- Oberst i. G. Edwin Steinitz Juli bis August 1944
- Oberst i. G. Hans-Joachim Schipp von Branitz August 1944